# Eightfold Path
Eightfold Path ist ein Jazzalbum von Jeff Lederer und seiner Gruppe Sunwatcher. Die am 16. August 2020 in Potter’s Field, Kerhonkson, New York, entstandenen Aufnahmen erschienen am 8. Oktober 2021 auf dem Label Little (i).

## Hintergrund
Das Album Eightfold Path markiert die Wiedervereinigung von Lederers Sunwatcher Quartet, das ursprünglich zu Ehren von Lederers Hauptinspiration Albert Ayler konzipiert wurde und 2011 mit einem selbstbetitelten Album ein vielbeachtetes Debüt hatte. Zu Jeff Lederer (Tenorsaxophon) gesellen sich der Organist und Pianist Jamie Saft, der Bassist Steve Swallow, der jedoch nicht Teil des ursprünglichen Quartetts war (dort spielte Buster Williams) und der Schlagzeuger Matt Wilson. Das zweite Album des Sunwatcher Quartet wurde von buddhistischen Lehren inspiriert, schrieb Jim Hynes. Dies könne man erkennen, wenn man die Titel von acht Kompositionen Lederers betrachte, die mit „Right“ beginnen, und die sprichwörtliche Natur der Zwischenüberschriften unter den Titeln. Interessanterweise spiele die „acht“ eine herausragende Rolle für den Bandleader – den Tenorsaxophonisten, Pädagogen, Komponisten und Arrangeur Jeff Lederer, der am achten Tag des achten Monats als achtes Familienmitglied zur achten Stunde des Tages geboren wurde. Darüber hinaus verbrachte Lederer während der COVID-19-Pandemie viel Zeit damit, die Schriften des vietnamesischen buddhistischen Mönchs Thich Nhat Hanh zu lesen, dessen acht grundlegende Verhaltensideen dieselben Titel bilden, auf die zuvor angespielt wurde.

## Titelliste
- Jeff Lederer: Eightfold Path (Little (i))

1. Right Concentration 6:00
2. Right Speech 5:39
3. Right Effort 5:05
4. Right Action 6:23
5. Right Resolve 6:41
6. Right View 6:51
7. Right Livelihood 4:53
8. Right Mindfulness 5:34

Die Kompositionen stammen von Jeff Lederer.

## Rezeption

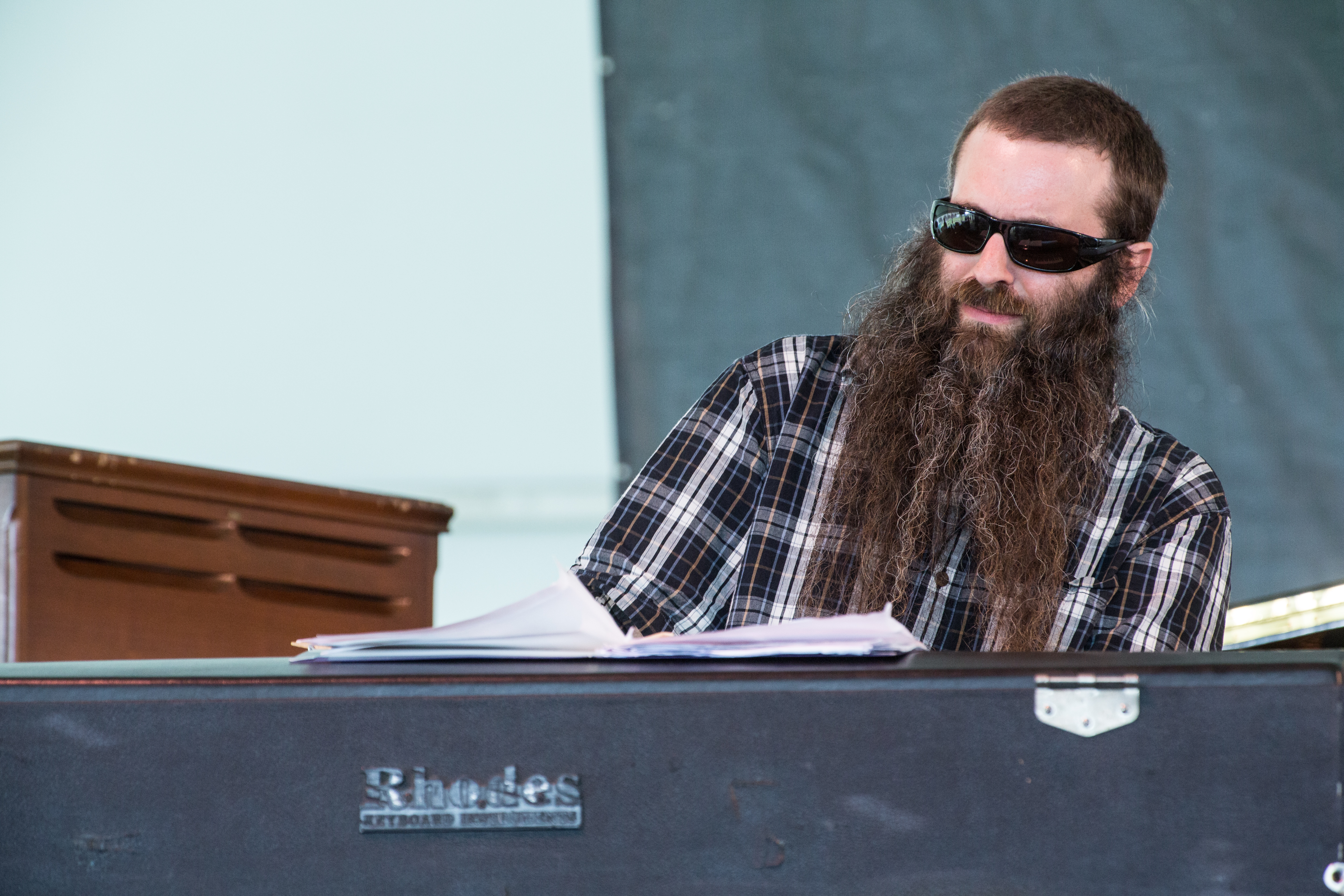
Jamie Saft (2014)

Nach Ansicht von Jerome Wilson, der das Album in All About Jazz rezensierte, erinnere das Album in der Kombination von Safts schwerem Orgelspiel und Lederers quietschendem Tenorsaxophon an die Musik einer anderen spirituell inspirierten Gruppe der Vergangenheit, an die Originalbesetzung von Tony Williams Lifetime mit Larry Young an der Orgel. Dies werde im ersten Track „Right Concentration“ erkennbar, in dem heulendes Tenorsaxophon und Orgel-Attacken über eine hüpfende Basslinie und krachende Drums hämmern. Diese stumpfe Kraft komme später wieder in anderen Formen zum Vorschein, wie dem luftigen, schlendernden Groove von „Right Speech“ und dem schwerfälligen Stampfen von „Right Livelihood“. Diese Musik enthalte Momente intensiver Leidenschaft und stiller Schönheit, aber sie zeige auch einen Sinn für Spaß, der sie freundlich und zuordenbar klingen lasse, so der Autor. Jeff Lederer sei ein stark unterschätzter Saxophonist, und er und seine Freunde klingen, als hätten sie eine Menge Spaß gehabt, diese transzendente, hart swingende Musik zu kreieren.
Brad Cohan schrieb in JazzTimes, die Musik auf Eightfold Path sei in mehrfacher Hinsicht ein Wunder. „Es wurde nicht nur wunderschön von Saft draußen in seinem Haus im Bundesstaat New York aufgenommen, sondern Lederer schrieb hier jeden Tag vor der Session jede Melodie, wobei die meisten Tracks dann in einem einzigen Take fertiggestellt wurden. […] Von Anfang an ist diese Gruppe eingeweiht, ihre Mitglieder teilen eine psychische Verbindung, die nur wenige berühren können.“
Lederers Melodien würden sich vor dem Blues verneigen und hätten dank Safts hervorragender und allgegenwärtiger Orgel und der muskulösen Swallow/Wilson Dream-Team-Rhythmusgruppe eine knackige Note. Auf Stücken wie „Right Concentration“, „Right Speech“ und „Right Action“ erweise Safts klangvolles Spritzen und seine schimmernden Melodien die perfekte Ergänzung zu Lederers imposantem, unnachgiebigem Spiel. Eightfold Path enthalte aufrichtige Musik, die rocke.
Nach Ansicht von Jim Hynes (Glide Magazine) sei der Spaß und die Verbundenheit des gemeinsamen Spielens greifbar, da das Quartett eine Menge an Emotionen verbunden mit herausragenden Leistungen liefere. Hier seien einige der kreativsten Spieler auf ihren Instrumenten am Werk. Auch wenn die größte Aufmerksamkeit auf Lederer und Saft gerichtet sein wird, sei der Fokus auf die „Summe der Teile“ noch belebender.